# عملیات بودای خندان

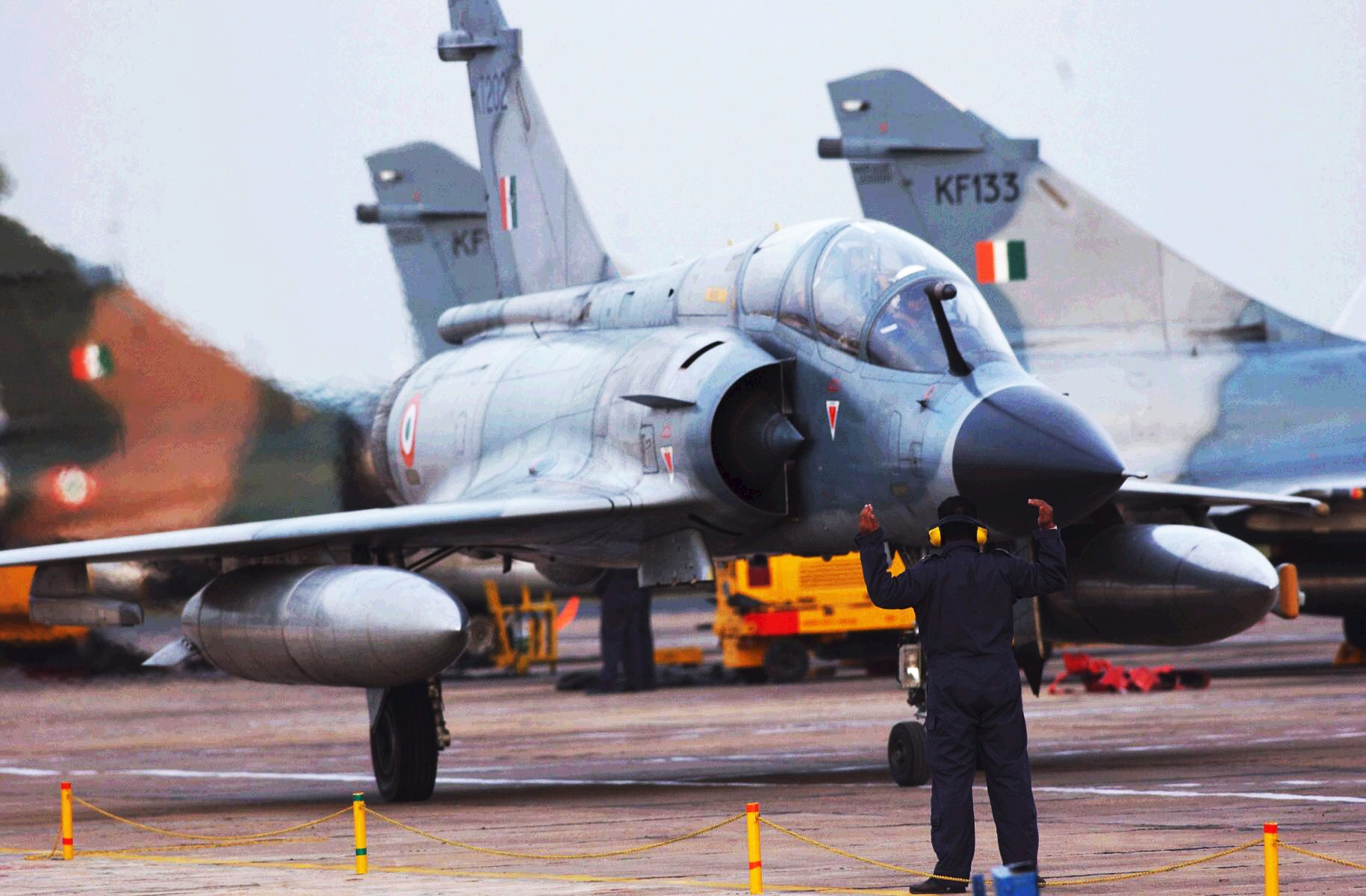
گمان می‌رود که میراژ ۲۰۰۰ نیروی هوایی هند به حمله هسته‌ای اختصاص داده شده‌است

عملیات بودای خندان (به انگلیسی: Operation Smiling Buddha) نام رمز اختصاصی اولین آزمایش موفقیت‌آمیز بمب هسته‌ای هند در ۱۸ مه ۱۹۷۴ است. این بمب در پایگاه ارتش هند در قلعه پوکران واقع در راجستان، تحت نظارت چند ژنرال بلندپایه ارتش هند منفجر شد.
آزمایش انفجار اتمی قلعهٔ پوکران ۱ همچنین اولین آزمایش تسلیحات هسته‌ای است که توسط کشوری به غیراز ۵ عضو دائم شورای امنیت سازمان ملل متحد انجام گرفته‌است. وقوع این آزمایش، مورد تأیید منابع معتبر خبری قرار گرفته‌است.
وزارت امور خارجه هند به‌طور رسمی، این آزمایش را انفجار هسته‌ای صلح‌آمیز توصیف کرد. ایندیرا گاندی، نخست‌وزیر وقت هند، پس از این آزمایش هسته‌ای، شاهد افزایش گستردهٔ محبوبیت خود بود. پس از آن زمان، یک سری دیگر، آزمایش‌های هسته‌ای در سال ۱۹۹۸ با نام پوخران ۲ توسط ارتش هند انجام گرفته‌است.

## تاریخچه

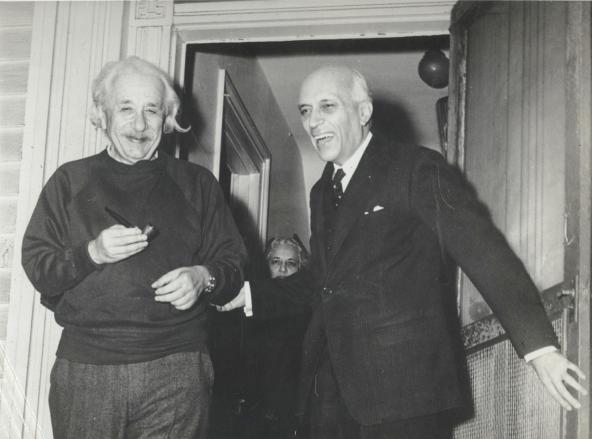
جواهر لعل نهرو در کنار آلبرت انیشتین در پرینستون، نیوجرسی، سال ۱۹۴۹ میلادی

هند در سال ۱۹۴۴ هنگامی که هومی جی. بهابها، مؤسسه تحقیقات بنیادی تاتارا تأسیس کرد، برنامه هسته‌ای خود را آغاز کرد. فیزیک‌دان راجه رامانا، نقش اصلی را در تحقیقات فناوری سلاح‌های هسته‌ای داشت. او تحقیقات علمی را در مورد سلاح‌های هسته‌ای گسترش داد و بر آنها نظارت کرد. وی اولین افسر فرمانده تیم کوچک دانشمندانی بود که آزمایش انفجار هسته‌ای را انجام داد.
پس از استقلال هند از امپراتوری بریتانیا، نخست‌وزیر هند جواهر لعل نهرو، اجازه توسعه برنامه هسته‌ای را به ریاست هومی جی. بهابها، صادر کرد. قانون انرژی هسته‌ای سال ۱۹۴۸ بر توسعه صلح‌آمیز تمرکز داشت. هند به شدت درگیر توسعهٔ پیمان منع گسترش سلاح‌های هسته‌ای بود اما سرانجام تصمیم گرفت، آن را امضا نکند.
در سال ۱۹۵۴ ،هومی جهانگیر. بهابها برنامه هسته ای را در جهت طراحی و تولید سلاح رهبری کرد. ۲ پروژه مهم زیرساختی به بهره‌برداری رسید. اولین پروژه، منجر به تأسیس مؤسسه انرژی اتمی ترومبای در بمبئی شد. پروژه دیگر، باعث ایجاد یک وزارت جدید دولتی گشت یعنی وزارت انرژی اتمی (DAE)، که بهابها وزیر آن بود. از سال ۱۹۵۴ تا ۱۹۵۹، برنامه هسته‌ای هند به سرعت رشد کرد. تا سال ۱۹۵۸، وزارت انرژی اتمی، یک سوم بودجه دفاعی هند را برای اهداف تحقیقاتی در اختیار داشت. در سال۱۹۵۴، هند تحت برنامهٔ اتم برای صلح، با دولت کانادا و ایالات متحده آمریکا به یک تفاهم کلامی دست یافت. کانادا و آمریکا در نهایت توافق کردند که رآکتور تحقیقاتی سیروس را نیز در ترومبای آماده و ایجاد کنند. ایجاد رآکتور تحقیقاتی سیروس، بر اساس تفاهم متقابل هند و ایالات متحده، مبنی بر اینکه از این رآکتور فقط برای اهداف صلح آمیز استفاده می‌شود، یک رویداد مهم در گسترش سلاح‌های هسته ای بود. رآکتور تحقیقاتی سیروس یک مرکز ایده‌آل برای تولید دستگاه پلوتونیم بود، بنابراین نهرو از پذیرش سوخت هسته‌ای از کانادا خودداری کرد و برنامه توسعه چرخه سوخت هسته‌ای بومی را آغاز کرد. در ژوئیه ۱۹۵۸، نهرو به پروژه ققنوس، اجازه ساخت نیروگاه پردازش با ظرفیت ۲۰ تن سوخت در سال را داد - اندازه‌ای که متناسب با ظرفیت تولید سیروس باشد. این کارخانه از فرایند جداسازی اکسایشی-کاهشی پلوتونیوم و اورانیوم استفاده کرده و توسط شرکت آمریکایی ویترو طراحی شده‌است. ساخت کارخانه پلوتونیوم در ترومبای در مارس ۱۹۶۱ آغاز شد و در اواسط سال۱۹۶۴ به بهره‌برداری رسید.
برنامه هسته‌ای به رشد خود ادامه داد و سرانجام درسال ۱۹۶۰، نهرو تصمیم سرنوشت ساز را برای انتقال برنامه به مرحله تولید گرفت. تقریباً در همان زمان، نهرو برای ساخت اولین نیروگاه هسته‌ای هند در تاراپور، مهاراشترا با شرکت آمریکایی وستینگهاوس وارد بحث و گفتگو شد. کنت نیکولز مهندس ارتش آمریکا، از ملاقات با نهرو، چنین به یاد می‌آورد: «آن زمان بود که نهرو از بهابها، زمان تولید سلاح هسته‌ای را پرسید. بهابها، زمان لازم برای انجام تکلیف را یک سال تخمین زد».

تا سال ۱۹۶۲، برنامه هسته‌ای هنوز در حال توسعه بود اما سرعت آن کند شده بود. تمرکز نهرو از جنگ هند و چین منحرف شده بود و طی آن هند قلمرو خود را به چین از دست داد. نهرو برای درخواست کمک به اتحاد جماهیر شوروی سوسیالیستی مراجعه کرد اما شوروی مشغول بحران موشکی کوبا بود. دفتر سیاسی شوروی درخواست نهرو برای اسلحه را رد کرد و به حمایت از چینی‌ها ادامه داد. هند نتیجه گرفت که اتحاد جماهیر شوروی، یک متحد غیرقابل اعتماد است و این نتیجه‌گیری عزم هند را برای ایجاد یک بازدارنده هسته‌ای تقویت کرد. کار طراحی در سال ۱۹۶۵ تحت مدیریت هومی جی. بهابها آغاز شد و تحت نظر راجه رامانا که پس از مرگ هومی جی. بهابها برنامه را بر عهده گرفت، ادامه یافت.
«ما باید این انرژی اتمی را جدا از جنگ توسعه دهیم - در واقع من فکر می‌کنم که باید آن را به منظور استفاده از آن، برای اهداف صلح آمیز توسعه دهیم. … مطمئناً، اگر ما به عنوان یک ملت، مجبور به استفاده از آن برای اهداف دیگر شویم، احتمالاً هیچ احساس تقوایی درهیچ یک از ما، مانع استفاده ملت از آن روش نمی‌شود».— جواهر لعل نهرو